# The Prince of Egypt (soundtrack)
The Prince of Egypt is de officiële soundtrack van de gelijknamige film met filmmuziek gecomponeerd door Hans Zimmer en liedjes geschreven door Stephen Schwartz. Het album werd uitgebracht op 17 november 1998 door DreamWorks Records.
Het orkest stond onder leiding van Gavin Greenaway, Harry Gregson-Williams en Rupert Gregson-Williams. De opnames vonden plaats in de Air Studios. Muziek op het album die niet geschreven is door Zimmer of Schwartz, zijn de nummers "Humanity", geschreven is door Louis Brown III en Scott S. Parker en "I Will Get There" door Diane Warren. In de Amerikaanse Billboard 200 haalde het album plaats 25 en in de Nederlandse Album Top 100 plaats 77. Het nummer "When You Believe" van Mariah Carey en Whitney Houston werd op single uitgebracht en won in 1999 een Oscar voor beste originele nummer.

## Musici
- Mike Brittain - Contrabas
- Michael Chapman - Fagot
- Bob Daspit - Synthesizer
- Richard Edwards - Trombone
- Richard Morgan - Hobo
- Maurice Murphy - Trompet
- Anthony Pleeth - Cello
- Michael Ripoll - Gitaar

- George Robertson - Altviool
- Jeff Rona - Houtblazer
- Jonathan Snowden - Fluit
- George Wall - Tuba
- Derek Watkins - Trompet
- Stephen Wick - Tuba
- James Thatcher - Hoorn

## Nummers
| Nr. | Titel                                    | Artiest(en)                                                                                     | Schrijver(s)                      | Producent(en)                        | Duur |
| --- | ---------------------------------------- | ----------------------------------------------------------------------------------------------- | --------------------------------- | ------------------------------------ | ---- |
| 1   | When You Believe                         | Mariah Carey & Whitney Houston                                                                  | Stephen Schwartz                  | Babyface                             | 5:05 |
| 2   | Deliver Us                               | Ofra Haza & Eden Riegel                                                                         | Stephen Schwartz                  | Hans Zimmer                          | 7:16 |
| 3   | The Reprimand                            |                                                                                                 | Hans Zimmer                       | Hans Zimmer                          | 4:05 |
| 4   | Following Tzipporah                      |                                                                                                 | Hans Zimmer                       | Hans Zimmer                          | 1:01 |
| 5   | All I Ever Wanted (With Queen's Reprise) | Amick Byram & Linda Dee Shayne                                                                  | Stephen Schwartz                  | Hans Zimmer & Harry Gregson-Williams | 2:51 |
| 6   | Goodbye Brother                          | Ofra Haza                                                                                       | Hans Zimmer                       | Hans Zimmer                          | 5:34 |
| 7   | Through Heaven's Eyes                    | Brian Stokes Mitchell                                                                           | Stephen Schwartz                  | Gavin Greenaway                      | 3:42 |
| 8   | The Burning Bush                         |                                                                                                 | Hans Zimmer                       | Hans Zimmer                          | 7:18 |
| 9   | Playing With The Big Boys                | Steve Martin & Martin Short                                                                     | Stephen Schwartz                  | John Powell                          | 2:53 |
| 10  | Cry                                      |                                                                                                 | Hans Zimmer                       | Hans Zimmer                          | 3:50 |
| 11  | Rally                                    |                                                                                                 | Hans Zimmer                       | Hans Zimmer                          | 0:43 |
| 12  | The Plagues                              | Ralph Fiennes & Amick Byram                                                                     | Stephen Schwartz                  | Gavin Greenaway                      | 2:40 |
| 13  | Death Of The First Born                  |                                                                                                 | Hans Zimmer                       | Hans Zimmer                          | 1:08 |
| 14  | When You Believe                         | Michelle Pfeiffer & Sally Dworsky                                                               | Stephen Schwartz                  | Hans Zimmer                          | 4:05 |
| 15  | Red Sea                                  |                                                                                                 | Hans Zimmer                       | Hans Zimmer                          | 5:15 |
| 16  | Through Heaven's Eyes                    | K-Ci & Jojo                                                                                     | Stephen Schwartz                  | Rory Bennett                         | 5:05 |
| 17  | River Lullaby                            | Amy Grant                                                                                       | Stephen Schwartz                  | Michael Omartian                     | 3:57 |
| 18  | Humanity                                 | Boyz II Men, Beth Nielsen Chapman, Clint Black Shirley Caesar, Jesse Campbell & Jessica Andrews | Louis Brown III & Scott S. Parker |                                      | 4:33 |
| 19  | I Will Get There                         | Boyz II Men                                                                                     | Diane Warren                      | Jimmy Jam & Terry Lewis              | 4:21 |

## Hitnoteringen

### NederlandseAlbum Top 100
| Hitnotering: 16-01-1999 t/m 06-02-1999 | Hitnotering: 16-01-1999 t/m 06-02-1999 | Hitnotering: 16-01-1999 t/m 06-02-1999 | Hitnotering: 16-01-1999 t/m 06-02-1999 | Hitnotering: 16-01-1999 t/m 06-02-1999 | Hitnotering: 16-01-1999 t/m 06-02-1999 |
| Week:                                  | 1                                      | 2                                      | 3                                      | 4                                      |                                        |
| -------------------------------------- | -------------------------------------- | -------------------------------------- | -------------------------------------- | -------------------------------------- | -------------------------------------- |
| Positie:                               | 77                                     | 79                                     | 86                                     | 96                                     | uit                                    |

### NPO Klassiek Filmmuziek Top 200
| The Prince of Egypt in de NPO Klassiek Filmmuziek Top 200 | The Prince of Egypt in de NPO Klassiek Filmmuziek Top 200 | The Prince of Egypt in de NPO Klassiek Filmmuziek Top 200 |
| Jaar                                                      | 2024                                                      | 2025                                                      |
| --------------------------------------------------------- | --------------------------------------------------------- | --------------------------------------------------------- |
| Positie                                                   | 134                                                       | 137                                                       |

## Prijzen en nominaties
| Jaar | Prijs                 | Categorie                             | Genomineerde(n)                                      | Uitslag     |
| ---- | --------------------- | ------------------------------------- | ---------------------------------------------------- | ----------- |
| 1999 | Academy Award         | Beste muzikale of komische filmmuziek | Hans Zimmer & Stephen Schwartz                       | Genomineerd |
| 1999 | Academy Award         | Beste originele nummer                | Stephen Schwartz, voor "When You Believe"            | Gewonnen    |
| 1999 | Golden Globe          | Beste filmmuziek                      | Hans Zimmer & Stephen Schwartz                       | Genomineerd |
| 1999 | Golden Globe          | Beste filmsong                        | Stephen Schwartz, voor "When You Believe"            | Genomineerd |
| 1999 | Critics' Choice Award | Beste filmsong                        | Stephen Schwartz, voor "When You Believe"            | Gewonnen    |
| 1999 | Satellite Award       | Beste filmsong                        | Stephen Schwartz, voor "When You Believe"            | Genomineerd |
| 2000 | Grammy Award          | Best Soundtrack Album                 | Best Soundtrack Album                                | Genomineerd |
| 2000 | Grammy Award          | Best Song Written for Visual Media    | Stephen Schwartz & Babyface, voor "When You Believe" | Genomineerd |